# 淡河城
淡河城（おうごじょう）は、兵庫県神戸市北区にあった日本の城。現在は丘の上に田畑となっている本丸址と櫓があり公園になっている。

## 概要
播磨一帯の豪族であった北条時房の孫にあたる淡河時治の城とされる。
淡河氏は南北朝時代の暦応2年（1339年）に石峯寺・三津田で赤松則村（円心）率いる北朝方と戦い敗れた。明徳3年（1392年）には淡河範清が赤松氏より季範を養子として迎え、その後は赤松氏に属した。
戦国時代には別所氏に属したが、淡河定範が城主であった天正7年（1579年）に羽柴秀長の攻撃で落城、有馬則頼が城主となった。
慶長6年（1601年）に則頼は三田城に移り、元和元年（1615年）に廃城となった。

## 現状
道の駅淡河の南側の小高い山に城跡がある。